# Teia Maru
Teia Maru (帝亜丸) foi um navio japonês afundado, em 18 de agosto de 1944, no Mar da China Meridional, ao largo da costa NO da  Ilha de Luzon, nas Filipinas, pelo submarino USS Rasher, causando a morte de 2.665 homens.
Antes da  guerra havia sido um transatlântico francês, o MV Aramis, com capacidade de transportar mais de mil passageiros, o qual fora convertido, em 1939, em um cruzador auxiliar, o X-1, e, depois, já de posse da Marinha Imperial Japonesa, em um navio de transporte de prisioneiros e de soldados entre as possessões japonesas no Sudeste Asiático.

## O Navio
Lançado como um transatlântico, em 30 de junho de 1931, nos estaleiros da Forges et chantiers de la Méditerranée, em La Seine Sur Mer, perto de Toulon, sob encomenda da Société des Services Contractuels des Messageries (Messargeries Maritimes), foi completado em outubro do ano seguinte. Era o terceiro navio de uma série de transatlânticos quase idênticos – ao lado do Felix Roussel e o Georges Philippar -, tendo sido designado para as rotas entre a França e o Sudeste Asiático e Extremo Oriente, para transporte de passageiros, imigrantes, bem como prestação de serviço postal. Possuía acomodações para 196 passageiros na primeira classe, 110 na segunda, 90 na terceira e, embora sua capacidade nominal fosse 1.045 passageiros, poderia transportar até 1.898 pessoas, das quais, entre 1.183 a 1.502 no chamado "steerage", uma espécie de convés inferior, sem divisórias, destinado aos imigrantes e passageiros de poucas posses.
Possuía originalmente 165,6 metros de comprimento por 20,3 metros de largura, com calado de 10,2 metros e arqueação bruta de 17.537 GRT e deslocamento de 21.550 toneladas. Seus dois motores Sulzer a diesel de dois tempos, com 10 cilindros, alcançavam, inicialmente, a potência de 2.490 nhp (11.000 CV).
Em 1935, teve seu comprimento alongado para 172 metros, e um incremento nos seus motores, o que lhe conferiu um aumento de potência para 15.600 CV, e de sua velocidade média para 19 nós. Sua característica peculiar eram as duas grandes chaminés quadradas e achatadas.

## Serviço

### França
O MS Aramis partiu de Marselha em 21 de outubro de 1932 para sua primeira viagem com a linha francesa Compagnie Générale Transatlantique. Os portos de escala incluíam Marselha, Port Said, Djibuti, Colombo, Penang, Singapura, Saigon, Hong Kong, Xangai e Kobe. Em 1933, encalhou nas Ilhas Chuzan, ao largo de Xangai, tendo sido reflutuado e rebocado para o Japão pelo cruzador francês Primauguet. Em 1937, encalhou novamente, desta feita no Canal de Suez.
Em setembro de 1939, em Saigon, por ocasião do início das hostilidades da Segunda Guerra Mundial, foi dado início à conversão do transatlântico para um cruzador mercante armado, denominado à época de cruzador auxiliar. A conversão foi concluída em Hong Kong em 1º de março de 1940, com a adição de 8 canhões de 138 mm, 2 canhões antiaéreos de 75 mm, 2 canhões antiaéreos de 37 mm e 8 metralhadoras.
Rebatizado de X-1, patrulhou o Mar da China Meridional, o  Golfo do Sião e o Estreito de Sunda, até junho de 1940. Tornou-se novamente Aramis, em novembro daquele ano, ocasião em que foi desarmado e desmilitarizado, servindo como quartel flutuante, em Saigon, até 1942.

### Japão
Às 08:00 do dia 12 de abril de 1942, no porto de Saigon, o controle do Aramis é assumido pelos japoneses sob o direito de angariação (Right of Angary) a fim de atender a necessidade do país ao esforço de guerra bem como para servir à nobre causa de colaboração no Oriente entre dois países amigos, a França e o Japão.
Frise-se que, na ocasião, a França já estava sob  ocupação da Alemanha Nazista, e, portanto, sob o  Regime de Vichy, alinhado ao Eixo, assim como o Japão já havia ocupado a  Indochina, então  colônia francesa. Oficialmente, o Aramis e outros dez navios franceses presentes em Saigon são afretados da França. Os proprietários franceses do navio receberiam uma taxa mensal de 168.346 ienes pelo uso da embarcação pela Marinha imperial japonesa.
Em 2 de junho de 1942, a tripulação francesa do Aramis é desembarcada, sendo o navio fretado pela Teikoku Senpaku Kaisha (Imperial Steamship Co.), de propriedade integral do governo japonês, e renomeado Teia Maru, tendo por registro o porto de Yokohama. Operado pelo Nippon Yusen K.K, naquele mesmo mês, é enviado ao Japão para transportar 569 prisioneiros de guerra e 4.697 toneladas de carga. Em fins de 1942, é submetido a uma revisão nos estaleiros da Mitsubishi Heavy Industries em Yokohama.
Em 14 de setembro de 1943, o Teia Maru parte de Yokohama na sua segunda viagem de intercâmbio nipo-americana com 80 repatriados americanos do Japão. Aproximadamente 975 repatriados embarcaram em Xangai em 19 de setembro, 24 embarcaram em Hong Kong em 23 de setembro, 130 embarcaram em San Fernando, Filipinas em 26 de setembro, 27 embarcaram em Saigon em 30 de setembro e outros embarcaram em Singapura em 5 de outubro. O Teia Maru chega a  Mormugao (Goa), na Índia, em 15 de outubro, transportando 1.525 padres, freiras, missionários protestantes e empresários com suas famílias que ficaram presos no Extremo Oriente em áreas capturadas pelo Japão. Incluem-se executivos de empresas como o National City Bank, o Chase National Bank, o President Lines, a British-American Tobacco Co. e muitos outros.
Em 19 de outubro, 1.340 funcionários e empresários japoneses com suas famílias que chegavam a bordo do MS Gripsholm, de bandeira sueca, foram trocados por 1.270 americanos, 120 canadenses e 15 chilenos, além de britânicos, panamenhos, espanhóis, portugueses, cubanos, argentinos e nacionais de outros países da América Central e do Sul. Não houve troca de prisioneiros de guerra nessas transações. Em 21 de outubro, o Teia Maru partiu de Mormugao rumo a Yokohama, onde desembarcou os japoneses repatriados.
Em fevereiro de 1944, o Teia Maru viajou para Singapura com o comboio HI-41 e retornou ao Japão com o comboio HI-48 em março. Viajou novamente para Singapura com o comboio HI-63 em maio daquele ano e retornou ao Japão em junho, transportando cerca de 1.000 australianos, britânicos, holandeses e outros prisioneiros de guerra  que haviam trabalhado na Ferrovia da Birmânia. Trezentos desses prisioneiros de guerra foram enviados para o campo 6 de Fukuoka em Orio, 350 prisioneiros de guerra foram enviados para o campo 21 em  Nakama (Fukuoka), outros 100 prisioneiros holandeses foram enviados para o campo 9 em Miyata e Fukuoka, e outros 250, dos quais 150 australianos, foram alocados na Mitsui para trabalhar em suas minas de carvão no Campo 17 em Omuta.

## O afundamento
Às 05:00 de 10 de agosto de 1944, o Teia Maru juntou-se ao comboio HI-71, cujo objetivo era reforçar as defesas japonesas nas Filipinas (Operação Shō), partindo da  Baía de Imari,  com escala na base naval de Mako na Ilha dos Pescadores , em 15 de agosto.
O HI-71, sob o comando do contra-almirante Sadamichi Kajioka, compreendia muitos navios grandes e valiosos, todos carregados de armamento pesado, soldados, munições e muitos outros instrumentos necessários para o esforço de guerra no Teatro do Pacífico, àquela altura já francamente favorável aos Estados Unidos.
Transportava 5.478 soldados e civis, principalmente pessoal da Força Aérea do Exército, bem como unidades de manutenção de aeronaves, cujo destino era Manila. Também havia pessoal do governo militar e homens com destino ao Terceiro Exército Aéreo e ao Exército do Sul em Singapura. Outros iriam agregar-se ao 3º Regimento de Auxílio à Navegação do Exército. Também a bordo do Teia Maru estavam soldados da 13ª Divisão de Infantaria da 26ª Divisão e agentes de carga a caminho da 56ª Brigada Mista Independente em Bornéu e substituições individuais programadas para preencher o novo 544º Batalhão de Infantaria Independente.
Na manhã de 18 de agosto, o USS Redfish torpedeou, mas não afundou o Eiyo Maru, fazendo o comboio aumentar suas normas de formação e vigilância ao nível máximo. Mas, à medida que o dia passava, as condições meteorológicas pioravam e, quando o HI-71 navegava pelo Estreito de Luzon, um tufão estava se formando sobre a região, com ventos atingindo Força 12 a partir do sudeste, o que prejudicou sobremaneira a visibilidade. O comboio começou a ficar cada vez mais disperso e desorganizado, enquanto os navios rolavam e balançavam sobre os mares tempestuosos durante a noite de 18 para 19 de agosto.
O USS Redfish, que pela manhã já tinha atacado o comboio, assinalou, através de sinais de radar, a posição dos navios japoneses aos demais submarinos americanos na área (o USS Rasher, o USS Bluefish e o USS Spadefish) para, juntos, realizar um ataque de matilha.
Sob tais condições, começou o ataque dos submarinos americanos contra o comboio, aberto por um dos mais ousados, determinados e mortais de todos: o USS Rasher. Às 22:25, o transportador de escolta Taiyo viajando na parte de trás do comboio de acordo com o procedimento padrão, explodiu repentinamente em uma concussão chocante e um cogumelo de chamas de 500 metros de altura. Assim que o navio explodiu, o resto do comboio desorganizou-se caoticamente, enquanto todos os navios aceleravam à velocidade máxima e procuravam escapar individualmente, perdendo contato um com o outro na chuva forte e na escuridão. 850 homens perderam a vida no afundamento do Taiyo.
Enquanto isso, o USS Rasher continuou seu ataque implacável, e às 23:10 torpedos explodiram a estibordo do Teia Maru. O ex-navio francês pegou fogo e adernou. Nos conveses abarrotados, homens disputavam botes salva-vidas enquanto as distintas chaminés quadradas do navio se inclinavam em direção ao mar. As escoltas se aproximaram, mas pouco puderam salvar os sobreviventes quando o Teia Maru explodiu e afundou às 23:40 na posição 18° 09' N 119° 56' E, levando consigo 2.665 soldados, passageiros e tripulantes.
Foi o segundo maior navio mercante afundado por submarinos dos EUA na guerra.
O comboio HI-71 sofreria uma baixa considerável no dia seguinte, quando o Tamatsu Maru também foi afundado pelo USS Spadefish, com a perda de 4.755 homens.